# Tariki
Tariki (他力) est un terme japonais, du bouddhisme, qui signifie : autre puissance, ou force de l'autre. Il est surtout utilisé par l'école Jodo Shinshu. Il est souvent employé comme opposé de jiriki, puissance personnelle. Tandis que tariki consiste à compter sur le pouvoir ou la grâce du bouddha Amitabha, le concept de jiriki est utilisé, souvent dans un sens péjoratif, pour signifier les pratiques personnelles telles que suivre les préceptes et cultiver les paramitas.